# Lijst van gemeentelijke monumenten in Delft/Centrum-Zuidoost

Buurt 08: Centrum-Zuidoost

De buurt Centrum-Zuidoost in het centrum van de gemeente Delft kent 56 gemeentelijke monumenten. Hieronder een overzicht.
| Object | Bouwjaar  | Architect           | Locatie                                  | Coördinaten                  | Nr.       | Afbeelding |
| --- | --------- | ------------------- | ---------------------------------------- | ---------------------------- | --------- | --- |
| Woning in rijtje van vier woningen van vrijwel identieke opzet, in 1852 als belegging achter zijn woning aan het Oosteinde gebouwd door de aardewerkfabrikant Smink, opgetrokken in een sobere traditionele bouwtrant. Het is met de andere woningen in het rijtje van belang als goed voorbeeld van arbeiderswoningbouw uit de tweede helft van de 19de eeuw. | 1852      | Smink               | Donkerstraat 3                           | 52° 0' 45" NB, 4° 21' 48" OL | 0503/402  | Woning in rijtje van vier woningen van vrijwel identieke opzet, in 1852 als belegging achter zijn woning aan het Oosteinde gebouwd door de aardewerkfabrikant Smink, opgetrokken in een sobere traditionele bouwtrant. Het is met de andere woningen in het rijtje van belang als goed voorbeeld van arbeiderswoningbouw uit de tweede helft van de 19de eeuw. |
| Woonhuis, in oorsprong wellicht tuinhuis uit de late 17de of uit de 18de eeuw, op eigen terrein achter de rooilijn gelegen. | 1700-1800 |                     | Donkerstraat 51a                         | 52° 0' 47" NB, 4° 21' 54" OL | 0503/1110 | Upload foto |
| Klein woonhuis in reeks van zes arbeiderswoningen uit het midden van de 19de eeuw in sobere traditioneel-neoclassicistische bouwtrant. | 1850      |                     | Harmenkokslaan 12                        | 52° 0' 45" NB, 4° 21' 51" OL | 0503/309  | Klein woonhuis in reeks van zes arbeiderswoningen uit het midden van de 19de eeuw in sobere traditioneel-neoclassicistische bouwtrant. |
| Klein woonhuis in reeks van zes arbeiderswoningen uit het midden van de 19de eeuw in sobere traditioneel-neoclassicistische bouwtrant. Onderdeel van de reeks panden Harmenkokslaan 12 t/m 22. | 1850      |                     | Harmenkokslaan 14                        | 52° 0' 45" NB, 4° 21' 52" OL | 0503/92   | Klein woonhuis in reeks van zes arbeiderswoningen uit het midden van de 19de eeuw in sobere traditioneel-neoclassicistische bouwtrant. Onderdeel van de reeks panden Harmenkokslaan 12 t/m 22. |
| Klein woonhuis in reeks van zes arbeiderswoningen uit het midden van de 19de eeuw in sobere traditioneel-neoclassicistische bouwtrant. Onderdeel van de reeks panden Harmenkokslaan 12 t/m 22. | 1850      |                     | Harmenkokslaan 16                        | 52° 0' 45" NB, 4° 21' 52" OL | 0503/93   | Klein woonhuis in reeks van zes arbeiderswoningen uit het midden van de 19de eeuw in sobere traditioneel-neoclassicistische bouwtrant. Onderdeel van de reeks panden Harmenkokslaan 12 t/m 22. |
| Klein woonhuis in reeks van zes arbeiderswoningen uit het midden van de 19de eeuw in sobere traditioneel-neoclassicistische bouwtrant. Onderdeel van de reeks panden Harmenkokslaan 12 t/m 22. | 1850      |                     | Harmenkokslaan 18                        | 52° 0' 45" NB, 4° 21' 52" OL | 0503/94   | Klein woonhuis in reeks van zes arbeiderswoningen uit het midden van de 19de eeuw in sobere traditioneel-neoclassicistische bouwtrant. Onderdeel van de reeks panden Harmenkokslaan 12 t/m 22. |
| Klein woonhuis in reeks van zes arbeiderswoningen uit het midden van de 19de eeuw in sobere traditioneel-neoclassicistische bouwtrant. | 1850      |                     | Harmenkokslaan 20                        | 52° 0' 45" NB, 4° 21' 52" OL | 0503/509  | Klein woonhuis in reeks van zes arbeiderswoningen uit het midden van de 19de eeuw in sobere traditioneel-neoclassicistische bouwtrant. |
| Klein woonhuis in reeks van zes arbeiderswoningen uit het midden van de 19de eeuw in sobere traditioneel-neoclassicistische bouwtrant. Onderdeel van de reeks panden Harmenkokslaan 12 t/m 22. | 1850      |                     | Harmenkokslaan 22                        | 52° 0' 45" NB, 4° 21' 52" OL | 0503/95   | Klein woonhuis in reeks van zes arbeiderswoningen uit het midden van de 19de eeuw in sobere traditioneel-neoclassicistische bouwtrant. Onderdeel van de reeks panden Harmenkokslaan 12 t/m 22. |
| Woonhuis, vroeg-19de-eeuws van karakter, in oorsprong waarschijnlijk ouder, in traditionele vormen. Het pand is val algemeen belang voor de gemeente Delft vanwege de cultuurhistorische waarde. | 1800-1900 |                     | Harmenkokslaan 43                        | 52° 0' 46" NB, 4° 21' 55" OL | 0503/636  | Woonhuis, vroeg-19de-eeuws van karakter, in oorsprong waarschijnlijk ouder, in traditionele vormen. Het pand is val algemeen belang voor de gemeente Delft vanwege de cultuurhistorische waarde. |
| Winkelpand met dubbel woonhuis, in 1906 door aannemersfirma Kranenburg en Bosch ontworpen en gebouwd, in een traditionalistische bouwstijl met een bescheiden invloed van de Nieuwe Kunst. | 1906      | Kranenburg en Bosch | Harmenkokslaan 49a/51/51a                | 52° 0' 46" NB, 4° 21' 56" OL | 0503/633  | Winkelpand met dubbel woonhuis, in 1906 door aannemersfirma Kranenburg en Bosch ontworpen en gebouwd, in een traditionalistische bouwstijl met een bescheiden invloed van de Nieuwe Kunst. |
| Pand met beneden- en bovenwoning, in 1907 gebouwd, in een decoratieve traditionalistische bouwtrant met invloeden van de Nieuwe Kunst | 1907      |                     | Harmenkokslaan 52/52a                    | 52° 0' 45" NB, 4° 21' 53" OL | 0503/637  | Pand met beneden- en bovenwoning, in 1907 gebouwd, in een decoratieve traditionalistische bouwtrant met invloeden van de Nieuwe Kunst |
| Woonhuis, 19de-eeuws van karakter, in sobere traditionalistisch-classicistische vormen. | 1800-1900 |                     | Harmenkokslaan 54                        | 52° 0' 45" NB, 4° 21' 53" OL | 0503/639  | Woonhuis, 19de-eeuws van karakter, in sobere traditionalistisch-classicistische vormen. |
| Woonhuis, 19de-eeuws van karakter maar in oorsprong mogelijk ouder, in zeer sobere traditionalistisch-classicistische vormen. Het pand is voor de gemeente delft van algemeen belang vanwege de cultuurhistorische waarde. | 1800-1900 |                     | Harmenkokslaan 55                        | 52° 0' 46" NB, 4° 21' 57" OL | 0503/640  | Woonhuis, 19de-eeuws van karakter maar in oorsprong mogelijk ouder, in zeer sobere traditionalistisch-classicistische vormen. Het pand is voor de gemeente delft van algemeen belang vanwege de cultuurhistorische waarde. |
| Woonhuis, in oorsprong een pand met een beneden- en bovenwoning, in 1890 gebouwd in een traditionalistisch-eclectische bouwtrant. | 1890      |                     | Harmenkokslaan 56                        | 52° 0' 45" NB, 4° 21' 53" OL | 0503/641  | Woonhuis, in oorsprong een pand met een beneden- en bovenwoning, in 1890 gebouwd in een traditionalistisch-eclectische bouwtrant. |
| Woonhuis, in sobere traditionele vormen, ondanks een modernisering in het derde kwart van de 20ste eeuw, 19de-eeuws van karakter maar in oorsprong veel ouder. | 1800-1900 |                     | Harmenkokslaan 57                        | 52° 0' 46" NB, 4° 21' 57" OL | 0503/642  | Woonhuis, in sobere traditionele vormen, ondanks een modernisering in het derde kwart van de 20ste eeuw, 19de-eeuws van karakter maar in oorsprong veel ouder. |
| Woonhuis vroeg-19de-eeuws van karakter, in oorsprong ouder, in sobere traditionele vormen. Een toegevoegde waarde wordt gevormd door de ligging op de kop van de bebouwing langs de Harmenkokslaan. | 1800-1900 |                     | Harmenkokslaan 59                        | 52° 0' 46" NB, 4° 21' 57" OL | 0503/643  | Woonhuis vroeg-19de-eeuws van karakter, in oorsprong ouder, in sobere traditionele vormen. Een toegevoegde waarde wordt gevormd door de ligging op de kop van de bebouwing langs de Harmenkokslaan. |
| Winkelwoonhuis in traditionele vormen, in opzet 17de-eeuws of ouder, verbouwd en van een nieuwe voorgevel voorzien in de late 18de eeuw. | 1600-1699 |                     | Oosteinde 254, Nieuwe Langendijk 1,1a,1b | 52° 0' 46" NB, 4° 21' 46" OL | 0503/455  | Upload foto |
| Woonhuis 19de-eeuws van karakter, in sobere traditionalistisch-classicistische vormen. Links een overbouwde poort. | 1800-1899 |                     | Nieuwe Langendijk 19/21                  | 52° 0' 46" NB, 4° 21' 48" OL | 0503/841  | Upload foto |
| Pand, in opzet 17de-eeuws of ouder, gemoderniseerd in de 19de eeuw. Kap gewijzigd in de 20ste eeuw. | 1600-1699 |                     | Nieuwe Langendijk 25/25a                 | 52° 0' 47" NB, 4° 21' 48" OL | 0503/1126 | Upload foto |
| Bedrijfspand, in oorsprong met garage, opslagbuurt en bovenwoning, in 1925 gebouwd voor en door aannemer J.Th. van Mierlo, naar een eigen ontwerp uit 1923, in een expressionistische bouwtrant met art-deco-invloeden. | 1925      | J.Th Mierlo, van    | Nieuwe Langendijk 27/29                  | 52° 0' 47" NB, 4° 21' 49" OL | 0503/1127 | Upload foto |
| Winkelwoonhuis, voorgevel gemoderniseerd in de 19de eeuw, in opzet mogelijk aanzienlijk ouder. Het pand heeft een vorm die wijst op een mogelijk hoge ouderdom. | 1800-1900 |                     | Nieuwe Langendijk 59                     | 52° 0' 48" NB, 4° 21' 51" OL | 0503/449  | Upload foto |
| Voormalig R.K. Schoolgebouw, in 1852 opgetrokken in een eclectisch-classicistische bouwtrant, volgens ontwerp van meester-metselaar P.J. Schouten. Pui gewijzigd rond 1900. | 1852      | F.J. Schouten       | Nieuwe Langendijk 61a/61b                | 52° 0' 48" NB, 4° 21' 52" OL | 0503/1188 | Upload foto |
| Pand met een bedrijfsruimte en vier woning, in een sobere tradioneel-classicistische stijl, uit de tweede helft van de 19de eeuw. | 1850-1899 |                     | Nieuwe Langendijk 67/69/73               | 52° 0' 49" NB, 4° 21' 53" OL | 0503/1128 | Upload foto |
| Winkelwoonhuis uit de tweede helft van de 19de eeuw, in eclectisch classicistische vormen. Erker aan de linker zijgevel uit 1929. | 1850-1899 |                     | Nieuwe Langendijk 77                     | 52° 0' 49" NB, 4° 21' 53" OL | 0503/1129 | Upload foto |
| Gevelsteen uit de 17de eeuw, met voorstelling van de huidenhandel. Polychromie hersteld in 1996. | 1600-1700 |                     | Oosteinde 2                              | 52° 0' 40" NB, 4° 22' 5" OL  | 0503/1140 | Gevelsteen uit de 17de eeuw, met voorstelling van de huidenhandel. Polychromie hersteld in 1996. |
| Winkelwoonhuis met bovenwoning, hoekpand, onderdeel van het blokje met een winkel en woningen, deels beneden- en bovenwoningen, in 1903 gebouwd door meester-metselaar en aannemer Mels Meyer, in een traditionalistische bouwtrant met invloeden van de Nieuwe Kunst. Het pand is van belang als onderdeel van het blokje Oosteinde 144 t/m 150 dat als blokje van algemeen belang is voor de gemeente Delft vanwege de architectuurhistorische en cultuurhistorische waarde.                                                                   | 1903      | Mels Meyers         | Oosteinde 144                            | 52° 0' 42" NB, 4° 21' 57" OL | 0503/553  | Winkelwoonhuis met bovenwoning, hoekpand, onderdeel van het blokje met een winkel en woningen, deels beneden- en bovenwoningen, in 1903 gebouwd door meester-metselaar en aannemer Mels Meyer, in een traditionalistische bouwtrant met invloeden van de Nieuwe Kunst. Het pand is van belang als onderdeel van het blokje Oosteinde 144 t/m 150 dat als blokje van algemeen belang is voor de gemeente Delft vanwege de architectuurhistorische en cultuurhistorische waarde. |
| Winkelwoonhuis met bovenwoning, onderdeel van het blokje met een winkel en woningen, deels beneden- en bovenwoningen, in 1903 gebouwd door meester-metselaar en aannemer Mels Meyer, in een traditionalistische bouwtrant met invloeden van de Nieuwe Kunst. Het pand is van belang als onderdeel van het blokje Oosteinde 144 t/m 150 dat als blokje van algemeen belang is voor de gemeente Delft vanwege de architectuurhistorische en cultuurhistorische waarde.                                                                             | 1903      | Mels Meyers         | Oosteinde 146/146a                       | 52° 0' 42" NB, 4° 21' 57" OL | 0503/555  | Upload foto |
| Winkelwoonhuis, onderdeel van het blokje met een winkel en woningen, deels beneden- en bovenwoningen, in 1903 gebouwd door meester-metselaar en aannemer Mels Meyer, in een traditionalistische bouwtrant met invloeden van de Nieuwe Kunst. Het pand is van belang als onderdeel van het blokje Oosteinde 144 t/m 150 dat als blokje van algemeen belang is voor de gemeente Delft vanwege de architectuurhistorische en cultuurhistorische waarde.                                                                                             | 1903      | Mels Meyers         | Oosteinde 148                            | 52° 0' 42" NB, 4° 21' 57" OL | 0503/556  | Winkelwoonhuis, onderdeel van het blokje met een winkel en woningen, deels beneden- en bovenwoningen, in 1903 gebouwd door meester-metselaar en aannemer Mels Meyer, in een traditionalistische bouwtrant met invloeden van de Nieuwe Kunst. Het pand is van belang als onderdeel van het blokje Oosteinde 144 t/m 150 dat als blokje van algemeen belang is voor de gemeente Delft vanwege de architectuurhistorische en cultuurhistorische waarde.                           |
| Winkelwoonhuis, onderdeel van het blokje met een winkel en woningen, deels beneden- en bovenwoningen, in 1903 gebouwd door meester-metselaar en aannemer Mels Meyer, in een traditionalistische bouwtrant met invloeden van de Nieuwe Kunst. Het pand is van belang als onderdeel van het blokje Oosteinde 144 t/m 150 dat als blokje van algemeen belang is voor de gemeente Delft vanwege de architectuurhistorische en cultuurhistorische waarde.                                                                                             | 1903      | Mels Meyers         | Oosteinde 150                            | 52° 0' 42" NB, 4° 21' 57" OL | 0503/557  | Winkelwoonhuis, onderdeel van het blokje met een winkel en woningen, deels beneden- en bovenwoningen, in 1903 gebouwd door meester-metselaar en aannemer Mels Meyer, in een traditionalistische bouwtrant met invloeden van de Nieuwe Kunst. Het pand is van belang als onderdeel van het blokje Oosteinde 144 t/m 150 dat als blokje van algemeen belang is voor de gemeente Delft vanwege de architectuurhistorische en cultuurhistorische waarde.                           |
| Woonhuis in 1872 gebouwd naar ontwerp van gemeente-architect C.J. de Bruyn kops in een eclectisch-classicistische bouwtrant. In oorsprong onderwijzerswoning bij de op een achterterrein gelegen gemeenteschool. Rechts een poort, oorspronkelijk de toegang tot de school. Het pand is van algemeen belang voor de gemeente Delft vanwege de architectuurhistorische en cultuurhistorische waarde. Het is van belang als werk in het oeuvre van gemeente-architect C.J. de Bruyn Kops en als herinnering aan het instituut van gemeentescholen. | 1872      | C.J. Bruyn Kops, de | Oosteinde 152/154/154a/154b/154c         | 52° 0' 42" NB, 4° 21' 57" OL | 0503/558  | Upload foto |
| Woonhuis, vroeger dubbel woonhuis met de woningscheiding in het vlak onder de nok, 19de-eeuws van karakter, in oorsprong mogelijk ouder. Het pand is voor de gemeente delft van algemeen belang vanwege de cultuurhistorische waarde. | 1800-1900 |                     | Oosteinde 160                            | 52° 0' 42" NB, 4° 21' 56" OL | 0503/548  | Woonhuis, vroeger dubbel woonhuis met de woningscheiding in het vlak onder de nok, 19de-eeuws van karakter, in oorsprong mogelijk ouder. Het pand is voor de gemeente delft van algemeen belang vanwege de cultuurhistorische waarde. |
| Winkelwoonhuis in traditionele vormen, in opzet uit de 17de eeuw, verbouwd in de 19de eeuw. | 1600-1700 |                     | Oosteinde 204/204a                       | 52° 0' 43" NB, 4° 21' 52" OL | 0503/563  | Upload foto |
| Woonhuis, grotendeels uit het begin van de 19de eeuw in een sobere traditionele bouwtrant. Het pand is voor de gemeente Delft van algemeen belang vanwege de cultuurhistorische en architectuurhistorische waarde als goed voorbeeld van traditionele vroeg-19de-eeuwse bouwtrant. | 1800-1900 |                     | Oosteinde 206                            | 52° 0' 43" NB, 4° 21' 52" OL | 0503/570  | Upload foto |
| Woonhuis, voormalig bedrijfspand met bovenwoning, 19de-eeuws van karakter. Voorgevel in sobere traditionalistisch-classicistische stijl. Een toegevoegde waarde wordt gevormd door de ligging op een straathoek die vanuit een relatief wijde omgeving zichtbaar is. | 1800-1900 |                     | Oosteinde 214                            | 52° 0' 44" NB, 4° 21' 51" OL | 0503/569  | Upload foto |
| Pand, met in 1974 samengevoegde beneden- en bovenwoning, 19de-eeuws van karakter maar in oorsprong 17de-eeuws of ouder. | 1800-1900 |                     | Oosteinde 234                            | 52° 0' 45" NB, 4° 21' 48" OL | 0503/572  | Upload foto |
| Herenhuis met twee woningen, rond 1885 gebouwd in een eclectisch-classicistische bouwtrant. Het pand is van algemeen belang voor de gemeente Delft vanwege de cultuurhistorische en architectuurhistorische waarde en vanwege de ligging in een reeks panden uit dezelfde bouwtijd in een vergelijkbare bouwtrant die als totaliteit van belang is. | 1885      |                     | Oranje Plantage 30/31                    | 52° 0' 45" NB, 4° 21' 59" OL | 0503/671  | Upload foto |
| Herenhuis, rond 1885 gebouwd in een eclectisch-classicistische bouwtrant. Het pand is voor de gemeente Delft van algemeen belang vanwege de cultuurhistorische waarde en vanwege de ligging in een reeks panden uit dezelfde bouwtijd in een vergelijkbare bouwtrant die als totaliteit van belang is en waarin het rechter buurpand Oranje Plantage 32 vrijwel identiek is. | 1885      |                     | Oranje Plantage 33                       | 52° 0' 45" NB, 4° 21' 60" OL | 0503/573  | Upload foto |
| Herenhuis, rond 1885 gebouwd in een eclectisch-classicistische bouwtrant. Het pand is voor de gemeente Delft van algemeen belang vanwege de cultuurhistorische waarde en vanwege de ligging in een reeks panden uit dezelfde bouwtijd in een vergelijkbare bouwtrant die als totaliteit van belang is en waarin het rechter buurpand Oranje Plantage 32 vrijwel identiek is. | 1885      |                     | Oranje Plantage 33 (voorheen nr. 32)     | 52° 0' 45" NB, 4° 21' 60" OL | 0503/574  | Upload foto |
| Herenhuis, rond 1885 gebouwd in een eclectisch-classicistische bouwtrant. Het pand is voor de gemeente Delft van algemeen belang vanwege de ligging in een reeks panden uit dezelfde bouwtijd die als totaliteit van belang is en waarin het linker buurpand Oranje Plantage 35 vrijwel identiek is. | 1885      |                     | Oranje Plantage 34                       | 52° 0' 45" NB, 4° 22' 0" OL  | 0503/575  | Upload foto |
| Herenhuis, rond 1885 gebouwd in een eclectisch-classicistische bouwtrant. Het pand is voor de gemeente Delft van algemeen belang vanwege de ligging in een reeks panden uit dezelfde bouwtijd die als totaliteit van belang is en waarin het rechter buurpand Oranje Plantage 34 vrijwel identiek is. | 1885      |                     | Oranje Plantage 35                       | 52° 0' 45" NB, 4° 22' 0" OL  | 0503/576  | Upload foto |
| Herenhuis, rond 1885 gebouwd in een eclectisch-classicistische bouwtrant. Het pand is voor de gemeente Delft van algemeen belang vanwege de cultuurhistorische en architectuurhistorische waarde en vanwege de ligging in een reeks panden uit dezelfde bouwtijd die als totaliteit van belang is en waarin de panden Oranje Plantage 36 t/m/ 41 vrijwel identiek zijn. | 1885      |                     | Oranje Plantage 36                       | 52° 0' 44" NB, 4° 22' 0" OL  | 0503/577  | Upload foto |
| Herenhuis, rond 1885 gebouwd in een eclectisch-classicistische bouwtrant. Het pand is voor de gemeente Delft van algemeen belang vanwege de cultuurhistorische en architectuurhistorische waarde en vanwege de ligging in een reeks panden uit dezelfde bouwtijd die als totaliteit van belang is en waarin de panden Oranje Plantage 36 t/m/ 41 vrijwel identiek zijn. | 1885      |                     | Oranje Plantage 37                       | 52° 0' 44" NB, 4° 22' 1" OL  | 0503/578  | Upload foto |
| Herenhuis, rond 1885 gebouwd in een eclectisch-classicistische bouwtrant. Het pand is voor de gemeente Delft van algemeen belang vanwege de cultuurhistorische en architectuurhistorische waarde en vanwege de ligging in een reeks panden uit dezelfde bouwtijd die als totaliteit van belang is en waarin de panden Oranje Plantage 36 t/m/ 41 vrijwel identiek zijn. | 1885      |                     | Oranje Plantage 38                       | 52° 0' 44" NB, 4° 22' 1" OL  | 0503/579  | Upload foto |
| Herenhuis, rond 1885 gebouwd in een eclectisch-classicistische bouwtrant. Het pand is voor de gemeente Delft van algemeen belang vanwege de cultuurhistorische en architectuurhistorische waarde en vanwege de ligging in een reeks panden uit dezelfde bouwtijd die als totaliteit van belang is en waarin de panden Oranje Plantage 36 t/m/ 41 vrijwel identiek zijn. | 1885      |                     | Oranje Plantage 39                       | 52° 0' 44" NB, 4° 22' 1" OL  | 0503/580  | Upload foto |
| Herenhuis, rond 1885 gebouwd in een eclectisch-classicistische bouwtrant. Het pand is voor de gemeente Delft van algemeen belang vanwege de cultuurhistorische en architectuurhistorische waarde en vanwege de ligging in een reeks panden uit dezelfde bouwtijd die als totaliteit van belang is en waarin de panden Oranje Plantage 36 t/m/ 41 vrijwel identiek zijn. | 1885      |                     | Oranje Plantage 40                       | 52° 0' 44" NB, 4° 22' 1" OL  | 0503/581  | Upload foto |
| Herenhuis, rond 1885 gebouwd in een eclectisch-classicistische bouwtrant. Het pand is voor de gemeente Delft van algemeen belang vanwege de cultuurhistorische en architectuurhistorische waarde en vanwege de ligging in een reeks panden uit dezelfde bouwtijd die als totaliteit van belang is en waarin de panden Oranje Plantage 36 t/m/ 41 vrijwel identiek zijn. | 1885      |                     | Oranje Plantage 41                       | 52° 0' 44" NB, 4° 22' 2" OL  | 0503/582  | Upload foto |
| Herenhuis, rond 1885 gebouwd in een eclectisch-classicistische bouwtrant. Het pand is voor de gemeente Delft van algemeen belang vanwege de cultuurhistorische en architectuurhistorische waarde en vanwege de ligging in een reeks panden uit dezelfde bouwtijd die als totaliteit van belang is en waarin de panden Oranje Plantage 42-43-44 een eenheid vormen met een breder pand geflankeerd door vrijwel identieke smallere panden. | 1885      |                     | Oranje plantage 42                       | 52° 0' 43" NB, 4° 22' 2" OL  | 0503/672  | Upload foto |
| Herenhuis, rond 1885 gebouwd in een eclectisch-classicistische bouwtrant. Het pand is voor de gemeente Delft van algemeen belang vanwege de cultuurhistorische en architectuurhistorische waarde en vanwege de ligging in een reeks panden uit dezelfde bouwtijd die als totaliteit van belang is en waarin de panden Oranje Plantage 42-43-44 een eenheid vormen met een breder pand geflankeerd door vrijwel identieke smallere panden. | 1885      |                     | Oranje Plantage 43                       | 52° 0' 43" NB, 4° 22' 2" OL  | 0503/673  | Upload foto |
| Herenhuis, rond 1885 gebouwd in een eclectisch-classicistische bouwtrant. Het pand is voor de gemeente Delft van algemeen belang vanwege de cultuurhistorische en architectuurhistorische waarde en vanwege de ligging in een reeks panden uit dezelfde bouwtijd die als totaliteit van belang is en waarin de panden Oranje Plantage 42-43-44 een eenheid vormen met een breder pand geflankeerd door vrijwel identieke smallere panden. | 1885      |                     | Oranje Plantage 44                       | 52° 0' 43" NB, 4° 22' 3" OL  | 0503/674  | Upload foto |
| Herenhuis met vier woningen rond 1885 gebouwd in een eclectisch-classicistische bouwtrant. | 1885      |                     | Oranje Plantage 45/46                    | 52° 0' 43" NB, 4° 22' 3" OL  | 0503/751  | Upload foto |
| Herenhuis, rond 1885 gebouwd in een eclectisch-classicistische bouwtrant. Het pand is voor de gemeente Delft van algemeen belang vanwege de cultuurhistorische en architectuurhistorische waard en vanwege de ligging in een reeks panden uit dezelfde bouwtijd die als totaliteit van belang is en waarin het pand Oranje Plantage 48/49 vrijwel identiek is. | 1885      |                     | Oranje Plantage 47                       | 52° 0' 43" NB, 4° 22' 3" OL  | 0503/753  | Upload foto |
| Herenhuis, rond 1885 gebouwd in een eclectisch-classicistische bouwtrant. Het pand is voor de gemeente Delft van algemeen belang vanwege de cultuurhistorische en architectuurhistorische waard en vanwege de ligging in een reeks panden uit dezelfde bouwtijd die als totaliteit van belang is en waarin het pand Oranje Plantage 47 vrijwel identiek is. | 1885      |                     | Oranje Plantage 49                       | 52° 0' 43" NB, 4° 22' 4" OL  | 0503/754  | Upload foto |
| Herenhuis met vier woningen rond 1885 gebouwd in een eclectisch-classicistische bouwtrant. | 1885      |                     | Oranje Plantage 50/51/52/53              | 52° 0' 42" NB, 4° 22' 4" OL  | 0503/382  | Upload foto |
| Herenhuis, rond 1885 gebouwd in een eclectisch-classicistische bouwtrant. | 1885      |                     | Oranje Plantage 54/55                    | 52° 0' 42" NB, 4° 22' 4" OL  | 0503/755  | Upload foto |
| Herenhuis, rond 1885 gebouwd in een eclectisch-classicistische bouwtrant Het pand is voor de gemeente Delft van algemeen belang vanwege de cultuurhistorische en architectuurhistorische waarde, en vanwege de ligging in een reeks panden uit dezelfde bouwtijd die als totaliteit van belang is. | 1885      |                     | Oranje Plantage 57                       | 52° 0' 42" NB, 4° 22' 4" OL  | 0503/757  | Upload foto |
| Pand rond 1870 in een eclectisch-classicistische stijl gebouwd, als woonhuis voor de leerlooier H.H. Roes en destijds grenzend aan zijn bedrijf dat aan het Oosteinde was gelegen. | 1870      |                     | Oranje Plantage 79                       | 52° 0' 40" NB, 4° 22' 6" OL  | 0503/1142 | Upload foto |